# Кроп (Германия)
Кроп (нем. Kropp) — община в Германии, в земле Шлезвиг-Гольштейн. 
Входит в состав района Шлезвиг-Фленсбург. Подчиняется управлению Кроп<бр />Ам Маркт 10.  Население составляет 6421 человек (на 31 декабря 2010 года). Занимает площадь 31,94 км².